# Перейма (обычай)
Перейма — обычай загораживать дорогу молодым при проезде в церковь на венчание или в дом жениха и получать с них выкуп. Деревенские парни или дети перегораживают дорогу верёвочкой, иногда ставят посреди дороги столик с хлебом и иконой. Молодые целуют икону и хлеб и одаривают детей. В украинских песнях о перейме выражается порицание хлопцам, что они за кварту горилки выпустили девицу. Обычай переймы отмечен во многих странах — в России, Болгарии, Чехии, Германии, Франции, Италии (итал. serraglio), Индии.
Слово «перейма» первоначально означало любую перегородку, плотину в реке, ручейке.